# Devin trn
Devin trn (mana drvo, lat. Alhagi maurorum), polugrm iz porodice mahunarki smješten u podtribus Hedysarinae.
Izvorni areal ove vrste je JI. Europska Rusija do Xinjianga (Kina) i sjeverne središnja Indije., a uvezena je i u Sjevernu Ameriku i Australiju. U Kaliforniji je smatraju invazivnom.

## Opis
Voli sušna poljoprivredna područja, travnjake, livade i pustinjska obalna područja. Jedna biljka devinog trna može se brzo širiti (oko 10 m godišnje u svim smjerovima) razvijajući mnogo novih biljaka iz svog velikog puzajućeg korijenskog sustava. Biljke mogu niknuti iz korijena zaostalog nakon mehaničkog uklanjanja, a vatra potiče korijenje na ponovno nicanje. Također je poznato da se sjemenke devinog trna raspršuju na velike udaljenosti.

## Sinonimi
- Alhagi alhagi (L.) Huth in Helios 11: 132 (1893), not validly publ.
- Hedysarum alhagi L. in Sp. Pl.: 745 (1753)
- Alhagi pseudalhagi (M.Bieb.) Desv.

- Mladi grm devinog trna
- cvjetovi devinog trna
- grm devinog trna
- sjeme devinog trna